# Liste der Monuments historiques in Montreuil-des-Landes
Die Liste der Monuments historiques in Montreuil-des-Landes führt die Monuments historiques in der französischen Gemeinde Montreuil-des-Landes auf.

## Liste der Objekte
| Bezeichnung      | Beschreibung            | Standort                        | Kennzeichnung | Schutzstatus | Datum | Bild |
| ---------------- | ----------------------- | ------------------------------- | ------------- | ------------ | ----- | ---- |
| Prozessionskreuz | 14. und 16. Jahrhundert | in der Kirche Notre-Dame (Lage) | PM35001038    | Classé       | 2015  |      |